# The Lure of the Gown
The Lure of the Gown er en amerikansk stumfilm fra 1909 af D. W. Griffith.

## Medvirkende
- Marion Leonard som Isabelle
- Harry Solter som Enrico
- Florence Lawrence som Veronica
- Anita Hendrie
- Charles Inslee